# Pedro Joaquín Francés Sanjuán
Pedro Joaquín Francés Sanjuán (Beneixama, Alicante, 1951 - Elda, 24 juli 2013) was een hedendaags Spaans componist en dirigent.

## Levensloop
Francés Sanjuán kreeg zijn eerste muziekles voor slagwerk bij de Banda de Música "La Paz", waar Olegario Pastor Alcaraz de dirigent was. Hij studeerde slagwerk en piano aan het Conservatorio de Música de Villena, harmonie bij Luis Hernández Navarro en aan het Conservatorio de Música de Alicante. Bij cursussen voor orkestdirectie van Bernardo Adam Ferrero en Pedro Pirfano alsook bij cursussen van María Ángeles López Ártiga voor koraaltechnieken was hij als assistent werkzaam. 
In 1972 werd hij tweede directeur van de plaatselijke muziekschool; van 1978-1991 was hij directeur. Hij bouwde een muzikaal archief op dat nu in het Conservatorio de Música de Villena zijn plaats gevonden heeft. Hij is de stichter en dirigent van een jeugdharmonieorkest. Van 1993 tot 1997 was hij dirigent van de Banda de Música de la Sociedad Musical "Ruperto Chapí" de Villena. Ook was hij gastdirigent van vele andere muzikale ensembles. 

## Composities

### Werken voor banda (harmonieorkest)
- 1980 Als Ligeros, marcha mora
- 1995 Cid, marcha cristiana
- 1996 Tizona, marcha cristiana
- 1997 Espejismos, marcha mora
- 1997 Te Deum, marcha cristiana
- Als meus amics, paso-doble
- Aurorin Sarrió, paso-doble
- Ben-Hixameb, marcha mora
- Capellino, paso-doble
- Caravana, marcha mora
- Conqueridor, marcha cristiana
- Gloria, marcha cristiana
- Imatges, paso-doble
- Pedro y Juan Bautista, paso-doble

- Biblioteca Nacional de España: XX1493290
- Virtual International Authority File: 87222502
- WorldCat: E39PBJp9tfYQXGy7BjFcPbwQv3